# Ilex boliviana
Ilex boliviana là một loài thực vật có hoa trong họ Aquifoliaceae. Loài này được Britton mô tả khoa học đầu tiên năm 1893.